# Спинола, Федерико
Федерико Спинола (итал. Federico Spinola; 1571—1603) — итальянский адмирал на службе у испанских Габсбургов во время Нидерландской революции.
Спинола родился в Генуе в 1571 году и учился в университете Саламанки в рамках подготовки к намеченной церковной карьере. Вместо этого он перешёл на службу в Фландрской армии при Алессандро Фарнезе, герцоге Пармском.
В 1598 году он отправился в Мадрид с предложением создать флот галер во Фландрии, который можно было бы использовать для вторжения в Англию. Предложение было утверждено, и под его командование была поставлена эскадра из шести галер, с которой он прибыл в Слёйс в 1599 году, организовав там свою военную базу. Ещё восемь галер отплыли из Испании под его командованием в 1602 году, чтобы усилить эскадру в Слёйсе, но только четыре из них добрались до места назначения. Две были потеряны в пути в сражении в бухте Сезимбра и ещё две во время сражения в Узких морях. 26 мая следующего года Спинола погиб в сражении при Слёйсе, завершив свой эксперимент по применению Средиземноморских военно-морских сил в северных морях.
Портрет его был написан Федерико Бароччи в 1595 году, а стихотворение Франсиско де Кеведо увековечивает память о его подвигах.